# ヒメトロイブゴケ
ヒメトロイブゴケ (Apotreubia nana) は、コケ植物の1種。

## 分類
トロイブゴケ科のみからなるトロイブゴケ亜綱、あるいはトロイブゴケ綱が提唱されている。トロイブゴケ科には、本種が属するヒメトロイブゴケ属 (Apotreubia) の他にトロイブゴケ属 (Treubia) があり、両属は胞子体の形態や分枝様式の違いにより区別される。日本国内には、本種のみが分布する。

## 分布
亜高山帯の林床やハイマツに覆われた露岩上に生育。

## 形態
配偶体側面に多細胞層からなる側片、背側に1細胞層からなる2列の背片を持ち、配偶体全体にはゼニゴケ類で見られるような油体細胞が散在している。